# Élections municipales de 2014 à Clermont-Ferrand
Pour un article plus général, voir Élections municipales de 2014 dans le Puy-de-Dôme.
Une élection municipale a eu lieu les 23 et 30 mars 2014 à Clermont-Ferrand.

## Mode de scrutin
Le mode de scrutin à Clermont-Ferrand est celui des villes de plus de 1 000 habitants : la liste arrivée en tête obtient la moitié des 55 sièges du conseil municipal. Le reste est réparti à la proportionnelle entre toutes les listes ayant obtenu au moins 5 % des suffrages exprimés. Un deuxième tour est organisé si aucune liste n'atteint la majorité absolue et au moins 25 % des inscrits au premier tour. Seules les listes ayant obtenu aux moins 10 % des suffrages exprimés peuvent s'y présenter. Les listes ayant obtenu au moins 5 % des suffrages exprimés peuvent fusionner avec une liste présente au second tour.

## Candidats

### Résultats
- Maire sortant : Serge Godard (PS)
- 55 sièges à pourvoir (population légale 2011 : 140 957 habitants)

| Tête de liste                                          | Tête de liste      | Liste           | Premier tour | Premier tour | Second tour | Second tour | Sièges |  |
| Tête de liste                                          | Tête de liste      | Liste           | Voix         | %            | Voix        | %           | Sièges |  |
| ------------------------------------------------------ | ------------------ | --------------- | ------------ | ------------ | ----------- | ----------- | ------ |  |
|                                                        | Olivier Bianchi    | PS-PCF-EELV-PRG | 11 756       | 30,99        | 18 382      | 47,82       | 41     |  |
| Réinventons Clermont-Ferrand                           |                    |                 | 11 756       | 30,99        | 18 382      | 47,82       | 41     |  |
|                                                        | Alain Laffont      | PG-GA           | 4 360        | 11,49        | 18 382      | 47,82       | 41     |  |
| Place au peuple à Clermont-Ferrand                     |                    |                 | 4 360        | 11,49        | 18 382      | 47,82       | 41     |  |
|                                                        | Jean-Pierre Brenas | UMP             | 9 456        | 24,93        | 15 878      | 41,31       | 11     |  |
| Le renouveau pour gagner                               |                    |                 | 9 456        | 24,93        | 15 878      | 41,31       | 11     |  |
|                                                        | Antoine Rechagneux | FN              | 4 821        | 12,71        | 4 173       | 10,85       | 3      |  |
| Rassemblement bleu Marine pour Clermont-Ferrand        |                    |                 | 4 821        | 12,71        | 4 173       | 10,85       | 3      |  |
|                                                        | Michel Fanget      | Modem-UDI       | 3 036        | 8,00         |             |             |        |  |
| L'Union                                                |                    |                 | 3 036        | 8,00         |             |             |        |  |
|                                                        | Mireille Lacombe   | DVG             | 2 030        | 5,35         |             |             |        |  |
| Divers gauche. Citoyenne. Laïque et républicaine       |                    |                 | 2 030        | 5,35         |             |             |        |  |
|                                                        | Frédéric Ranchon   | NC-MSA,         | 1 803        | 4,75         |             |             |        |  |
| Mouvement 100 % citoyens                               |                    |                 | 1 803        | 4,75         |             |             |        |  |
|                                                        | Marie Savre        | LO              | 662          | 1,74         |             |             |        |  |
| Lutte ouvrière faire entendre le camp des travailleurs |                    |                 | 662          | 1,74         |             |             |        |  |
|                                                        |                    |                 |              |              |             |             |        |  |
| Inscrits                                               | Inscrits           | Inscrits        | 73 156       | 100,00       | 73 156      | 100,00      |        |  |
| Abstentions                                            | Abstentions        | Abstentions     | 33 614       | 45,95        | 32 680      | 44,67       |        |  |
| Votants                                                | Votants            | Votants         | 39 542       | 54,05        | 40 476      | 55,33       |        |  |
| Blancs et nuls                                         | Blancs et nuls     | Blancs et nuls  | 1 618        | 4,09         | 2 043       | 5,05        |        |  |
| Exprimés                                               | Exprimés           | Exprimés        | 37 924       | 95,91        | 38 433      | 94,95       |        |  |